# Томаш Полевка
Томаш Полевка (пол. Tomasz Polewka, 5 серпня 1994) — польський плавець.
Учасник Олімпійських Ігор 2016 року.
Чемпіон Європи з плавання на короткій воді 2015 року.